# Platyrrhacus contayus
Platyrrhacus contayus är en mångfotingart som beskrevs av Chamberlin 1941. Platyrrhacus contayus ingår i släktet Platyrrhacus och familjen Platyrhacidae. Inga underarter finns listade i Catalogue of Life.